# Алицја Бахледа
Алицја Бахледа-Цуруш (пољ. Alicja Bachleda-Curuś, IPA: ; Тампико, 12. мај 1983) мексичко-пољска је глумица и певачица. Глумила је у филмовима Трговина људима (енгл. Trade), Ундина (енгл. Ondine) и Пан Тадеуш (пољ. Pan Tadeusz).

## Детињство и младост
Бахледа-Цуруш је рођена 12. маја 1983. године у мексичком граду Тампико (Тамаулипас), као ћерка Лидије и Тадеуша Бахледе-Цуруша. Отац јој је у то време био геолог и радио у Мексику. Адам Бахледа-Цуруш, њен стриц, бивши је градоначелник пољског градића Закопана (Војводство малопољско, Повјат татрански).
Алицја Бахледа је одрасла у Пољској. Средњу школу је завршила у Кракову, где је постала полиглота (осим пољског, говори немачки, енглески, француски и шпански). Похађала је часове клавира и волела веома да плеше и пева. Освојила је неколико награда на дечјим фестивалима. У ТВ програму Tęczowy Music Box 1995. године је проглашена „најталентованијим соло извођачем”. Касније је снимила неколико албума и две касете. Потписала је уговор са америчко-француском кућом Universal Music Group и издала ЦД са песмама посебно написаним за њу. Убрзо након овога је почела да наступа и на позорници, а прва позоришна представа јој је била Pilot i Książę у театру Гротеска.
Ишла је на Националну академију балета у Кракову (1989—1998) и Музичку вокалну катедру Националне академије у Кракову (1998—2000). Студирала је и на Позоришном и филмском институту Лија Стразберга на Менхетну (Њујорк). Успевала је да успешно повеже филмски ангажман и студије; јуна 1998. године је у Кракову добила признање за најбоље оцене.

## Глумачка каријера
На телевизији, Бахледа се први пут појавила 1995. године у филму Миколаја Грабовског по имену Zwierzoczłekoupiór. Након овог филма је играла у Wrota Europy — филму Јержија Војчика из 1999. године, те Syzyfowe prace — филму Павела Коморовског из 2000. године.
Када је имала 15 година, Бахледа је добила своју прву главну улогу — у филму Пан Тадеуш (1999), који је режирао пољски двоструки оскаровац и најславнији припадник пољске филмске школе Анджеј Вајда (1926—2016). Изабрана је као најбоља од неколико стотина Пољакиња које су хтеле да добију улогу. Четири године након овога, 17. фебруара 2002. године, добила је улогу у пољској сапуници Na dobre i na złe (2002); играла је улогу Ане, студентице прве године медицине.
Бахледа се потом почела појављивати у неколико мејнстрим филмова ван Пољске, укључујући немачки филм Летња олуја (2004) о пунолетству. Када се вратила у Мексико снимила је трилер Трговина људима (2007), потресну причу о искоришћавању белог робља у којој је као главна улога глумила поред Кевина Клајна. Након овога је у Европи играла Јеврејку у историјској драми Der geköpfte Hahn, чија се радња одвија током Другог светског рата у Трансилванији (Румунија). Следећи филм који је снимила била је љубавна драма по имену Ундина (2009), која говори о ирском рибару који мисли да је уловио митолошку фоку-човека која се зове шелки.
Бахледа-Цуруш је глумила краљицу Пољске у историјском драмском филму пољско-италијанске продукције Битка код Беча (2012), те главну улогу очајне Сигне у америчком филмском трилеру по имену Девојка је у невољи (2015).
Члан је Европске филмске академије.

## Певачка каријера
Први јавни наступ је имала са шест година, а прве кораке у вокалној (и глумачкој) каријери направила је у Studiu Teatru Muzyki и Tańca Elżbiety Armatys.
Телевизију Пољске је представљала на много фестивала у другим државама: Хрватска (1995), Немачка (1995), Бугарска (1995), Италија (1996) и Летонија (1996).
Такође је наступала и на Уницефовом конгресу у Кракову.
Након великог успеха са синглом Marzyć chcę (2000), Алицја Бахледа је постала веома популарна на пољској музичкој сцени. Албум Klimat је издала на ЦД-у 22. октобра 2001. године, за продукцију Universal Music Polska.
Марта 2002. изашао је Бахледин додатни сингл за албум Klimat, насловљен Nie pytaj denies pytaj mnie.

## Међународна каријера
Алицја Бахледа је као 19-годишњакиња отишла у Сједињене Америчке Државе. Прво је ишла на часове глуме на институту Лија Стразберга у Њујорку, а потом се преселила у Лос Анђелес.
У Немачкој се 6. јуна 2002. године појавила у филму Михаела Гутмана по имену Herz im Kopf, где је играла главну улогу Пољакиње из Кракова која тражи посао у Немачкој. На овом пројекту је сарађивала са младим немачким глумцем Томом Шилингом. За овај филм је први пут отпевала песму на немачком, Ich verlier mich gern in dir, и то за промотивни клип.
Почасни грађанин родног Тампика је постала 12. маја 2008. године, док је у Ирској са Колином Фарелом снимала филм Ondine режисера Нила Џордана. Џордан ју је изабрао за филм јер је инсистирао на томе улогу за овај лик добије нека непозната и публици необична глумица. Снимајући овај филм, Фарел и Бахледа су се заљубили и након тога венчали.

## Лични живот
Хенри Тадеуш Фарел, син Алицје Бахледе и ирског глумца Колина Фарела, рођен је 7. октобра 2009. године у Лос Анђелесу (Калифорнија). Крштење је било 29. децембра 2009. године у римокатоличкој Цркви Похођења Блажене Девице Марије у Кракову. Објављено је да су се Фарел и Бахледа развели дана 15. октобра 2010. године, а недуго након тога развод је и званично био потврђен.

## Филмографија

### Филмови
- Pitbull. Niebezpieczne kobiety (Пољска; 2016), Патрик Кшемјењецки
- 7 rzeczy, których nie wiecie o facetach (Пољска; 2016), Кинга Левинска
- Breathe (САД; 2015), Пол Ковалски
- Polaris (САД, Иран; 2015), Содабех Морадијан
- The American Side (САД; 2014), Џена Рикер
- The Absinthe Drinkers (САД, УК, Италија, Холандија; 2013), ?
- 11 Settembre 1683 / Bitwa pod Wiedniem (Италија, Пољска; 2011), Ренцо Мартинели
- The Girl is in Trouble (САД; 2010), Џулијус Она
- Friendship! (Немачка, САД; 2010), Маркус Голер
- Ondine (Ирска, САД; 2009), Нил Џордан
- Cocoşul decapitat (Румунија, Мађарска; 2008), Раду Габреа
- Trade (Немачка, САД; 2007), Марко Кројцпајнтнер
- Comme des voleurs (Швајцарска, Француска; 2006), Лионел Бајер
- Das Blut der Templer (Немачка; 2004), Флоријан Баксмејер
- Sommersturm (Немачка; 2004), Марко Кројцпајнтнер
- Herz im Kopf (Немачка; 2001), Михаел Гутман
- Syzyfowe prace (Пољска; 2000), Павел Коморовски
- Wrota Europy (Пољска; 1999), Јержи Војчик
- Pan Tadeusz (Пољска; 1999), Анджеј Вајда
- Vis a Vis, Schulstudie (Пољска; 1996), ?
- The Phantom-man-animal (?; 1995), ?
- The School Bell's Stories (?; 1993), ?

### ТВ серије
- Edge: The Loner (САД, 2015), Шејн Блек
- Sperling und der Fall Wachutka (Немачка, 2005), Томас Јан
- Na dobre i na złe (Пољска, 2002—2004), Агњешка Краковијак и Анета Гловска
- Lokatorzy (Пољска, 2002), Марчин Славински и др.

### Представе
- Pilot i Książę (Пољска, 1996), ?

### Видео-игре
- Wolfenstein: The New Order (САД; 2014), Том Киган и Јенс Матијес

## Дискографија

### Албуми
- Klimat (Universal Music Polska, CD; 2001)
- Nie załamuj się (Minuta fantazji, MC; 1995)
- Sympatyczne sny (?, MC; 1993)

### Синглови
- Dotknąć nieba (2007)
- Nie pytaj, nie pytaj mnie (2002)
- Klimat (2001)
- Ich verlier mich gern in dir (2001)
- Marzyć chcę (1999)
- Wszystkie baśnie świata (1998)
- Nie załamuj się (1996)
- Sympatyczne sny (1991)

## Филмске награде
- Најбоља глумица (23. Филмски фестивал у Бостону, 2007) — за филм Трговина људима
- Најбоља глумица (Фестивал у Валарти, 2007) — за филм Трговина људима

## Музичке награде
Награде које је освојила Алицја Бахледа на музичким такмичењима у Пољској:
- Главна награда (Ченстохова, 1994)
- 1. место (Краков, 1994)
- Главна награда (Тухола, 1996)
- 1. место (Краков, 1997) — за поезију на 42. националном излагању
- 1. место (Краков, 1997) — за страну песму (на енглеском) на фестивалу EUROSONG
- 1. место (Бенђин, 1998) — за најбољу божићну песму